# Лисичанский многопрофильный лицей
Лисичанский многопрофильный лицей — учреждение среднего образования в городе Лисичанске Луганской области Украины.
В рейтинге учебных заведений города Лисичанск занимает второе место после Лисичанской многопрофильной гимназии.

## История

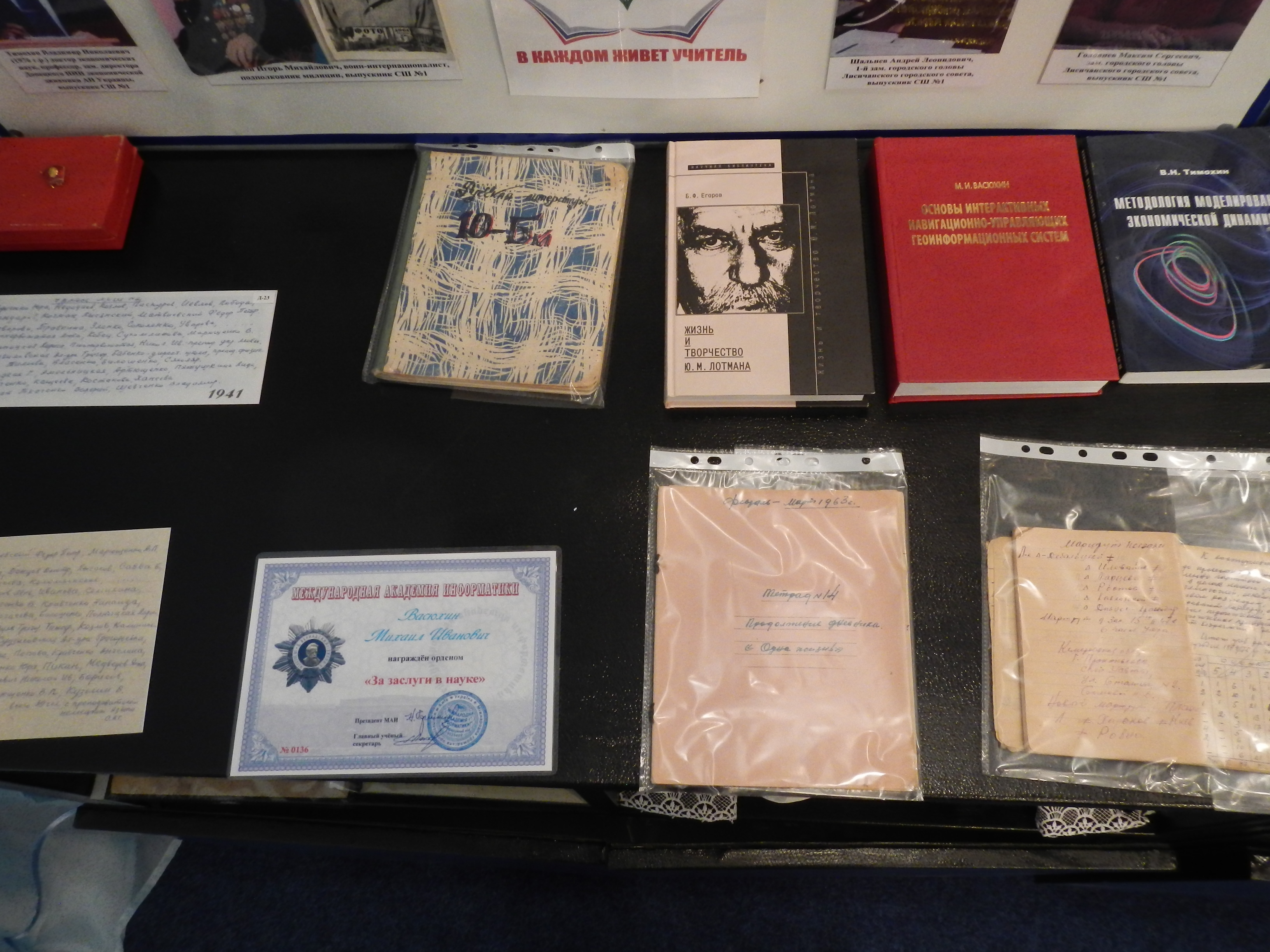
Музей лицея

История Лисичанского лицея начинается с 1997 года, когда по инициативе городского отдела образования Лисичанская средняя школа № 1, где уже действовали лицейские классы и классы с углублённым изучением физики и математики, была преобразована в многопрофильный лицей.
В первые годы существования лицей осуществлял подготовку по трём направлениям: физико-математическому, химико-биологическому и юридическому. В 2003 году в лицее открылся филологический профиль, а с 2007 года — информационно-технологический. Лицей стал базовым учебным заведением управления образования и науки Луганской областной государственной администрации и Луганского областного института последипломного педагогического образования по вопросу внедрения гражданского образования в учебно-воспитательные заведения. В 2006 году на базе лицея начал работу городской координационный центр по подготовке учащихся к предметным олимпиадам. За четыре года (с 2005 по 2008) лицей шесть раз был награждён дипломами министерства образования и Академии педагогических наук Украины за разработку и внедрение в образовательный процесс инновационных технологий. Лицей сотрудничает с Северодонецким технологическим институтом, Луганским университетом внутренних дел, историческим факультетом Донецкого университета, рядом технических вузов Харькова.
В 2010 году лицею присвоен статус экспериментального учебного заведения регионального уровня по проблеме «Просвещение для демократического гражданства».

## Профили
- физико-математический
- филологический
- химико-биологический
- правовой

## Преподавательский состав
Первым директором лицея стала Алла Семёновна Бабенко, до этого возглавлявшая школу № 1. В дальнейшем директором стал выпускник школы № 1 Эдуард Иванович Щеглаков, а после его ухода на должность заместителя начальника отдела образования Лисичанского горсовета — Светлана Фёдоровна Богдан. Однако в 2009—2010 учебном году качество обучения в лицее вызвало недовольство родителей: ушли несколько ведущих преподавателей, 20 процентов выпускников не смогли поступить в вузы. К новому году из шести запланированных новых классов были сформированы только четыре. В итоге неудовлетворительные оценки, поставленные руководству лицея педагогами и родителями, заставили директора школы Светлану Фёдоровну Богдан подать заявление об увольнении накануне начала учебного года. Новым директором лицея стала Наталья Владимировна Бутенко.
Среди 52 преподавателей лицея в 2012—2013 учебном году — четыре кандидата наук (преподающих также в Северодонецком технологическом институте). В лицее преподают 27 учителей высшей и 11 — первой квалификационной категории.

## Учащиеся
Ученики лицея успешно выступают на предметных олимпиадах и конкурсах научно-исследовательских работ не только областного, но и национального уровня. Так, в 2005—2006 учебном году один из учащихся лицея стал призёром Всеукраинского конкурса Малой академии наук Украины, а другой — победителем национальной олимпиады школьников по правоведению.